# 五虎將 (電視劇)
《五虎將》（英語：The Rise & Fall of a Stand-In）是香港電視廣播有限公司的時裝電視劇，全劇共20集，監製王天林。
此劇於1985年8月下午，1992年，1998年11月清晨在翡翠台重播。

## 演員表
- 苗僑偉 飾 洪　橋
- 楊盼盼 飾 洪　英
- 湯鎮業 飾 洪　鎮
- 黃偉良 飾 洪　亮
- 廖偉雄 飾 洪　偉
- 吳孟達 飾 洪正鋒
- 蘇杏璇 飾 師　母
- 陳麗斯 飾 葉　媚
- 吳家麗 飾 易楚華
- 朱小寶 飾 何露兒
- 羅國維 飾 何宇量
- 藍　天 飾 鄧　亨
- 秦　煌 飾 王志才
- 上官玉 飾 易楚華母
- 李揚道
- 馮　國
- 劉青雲 飾 記者
- 胡美儀
- 駱應鈞
- 方　傑 飾 私家偵探
- 艾　威（跑龍套）
- 林俊賢（跑龍套）
- 陶大宇（跑龍套）
- 吳啟華（跑龍套）
- 吳鎮宇（跑龍套）
- 文潔雲（跑龍套）

## 相關
- 無綫官方劇集網頁（無綫劇集台）[]
- 五虎將－插曲視頻：他令我改變(梅艷芳、張國榮)